# Поптърпова къща
Поптърповата къща (на гръцки: Αρχοντικό Παπατέρπου) е възрожденска къща в град Костур, Гърция.

## Местоположение
Къщата е разположена на крайбрежната улица „Мегас Александрос“ в южната част на града.

## История
Построена е в 1880 година от майстори от Нестрам и първоначално е принадлежала на Мола Ибрахим. След като Костур попада в Гърция, къщата става собственост на гъркоманина и андартски деец Марко Поптърпов (Маркос Папатерпос) от Нестрам и по-късно принадлежи на внука му Александрос Папатерпос. В 1965 година къщата е обявена за паметник на културата. В нея се помещава Техническата камара на града. В 1987 година е реставрирана.

## Архитектура
От архитектурна гледна точка къщата показва последната фаза на еволюцията на типа квадратни къщи с вписан кръст, като формата е запазена и на трите етажа. Долните части са с открита каменна зидария, а горните са измазани. На третия етаж има симетрични еркери, като прозорците в неиздадените части са с арковиден профил.